# 癡癡的愛
〈痴痴的爱〉是美国歌手Lady Gaga录制的一首歌曲。作品于2020年1月曝光，2020年2月28日正式发行，是Gaga第六张录音室专辑《神彩》（2020年）的首支单曲。歌曲的音乐录影带由丹尼尔·阿斯基尔执导，同日发行。
歌曲一经发行，便获得正面的专业评价，乐评人将作品与Gaga早前的歌曲进行比较。商业上，歌曲在苏格兰、匈牙利和萨尔瓦多获得冠军，同时跻身《告示牌百强单曲榜》和《英国单曲排行榜》前五位，在超过15个国家的榜单上位列前10。

## 背景和作曲
歌曲由Gaga创作，BloodPop、Tchami、马克斯·马丁、和伊利·莱斯（Ely Rise）协助。马丁曾参与凯蒂·佩芮和泰勒·斯威夫特等歌手的金曲创作，但和Gaga的合作是第一次。Gaga接受Apple Music电台Beats 1主持人赞恩·洛专访时，谈到两人合作的感受：
|  | 我没跟他合作过，一直都觉得，‘歌我自己写，自己创作，不就不需要跟马克斯合作了吗？’但我觉得再也不要那么混蛋了，至少也要跟他见面，你知道吧？基本上我唱的歌是BloodPop创作的。我把我要唱的歌发给马克斯，马克斯把一些部分挑了出来，寄回给我，我之后写歌词。我清了清嗓子，走进录音室，把歌唱出来，而你在〈痴痴的爱〉中听到的就是我那天做的工作。 |

（页面存档备份，存于）
作品被誉为流行舞曲和电子流行的一次复兴，两者是Gaga生涯早期的风格。同时作品带有舞曲、迪斯科和電子音樂的风格。《名利场》的丹·阿德勒（Dan Adler）坦言：“Lady Gaga的新单曲〈痴痴的爱〉其实是在声明：‘我所要的就是爱’、‘我想要你那痴痴的爱’。她用闪闪发亮的流行舞曲发出声明，尽管这两个声明有点轻描淡写，不算欢快——但这种行为是在表达胜利。”歌曲以降B大调创作，速度为每分钟118拍。Gaga的音域为A♭3到F5。歌词讲的是“爱上某人的那种傻乎乎的快乐”。

## 发行与推广
歌曲片段于2020年1月在网上率先曝光，不久后整首歌曲被泄露，在Twitter疯传。Gaga发推文“你们能不能都停下来”，附上一张少女头戴巴拉克拉瓦头套，耳朵戴着卡式录音带播放器听歌的素材图片，回应此次泄露。在第五十四屆超級碗前夜于迈阿密举行的AT&T TV超级周六夜暖场秀中，Gaga并没有表演〈痴痴的爱〉，即便现场观众有点这首歌。相反，Gaga表演了她的拉斯维加斯驻场演唱会Enigma的曲目，没有提到这首遭曝光的歌曲。其实，早在2019年10月30日，网上就有人开始讨论这首歌，当时Gaga在Twitter上发布了一幅自己亲手绘制的万圣夜南瓜油画。在照片的角落处有一部iPod Touch，经过放大后，〈痴痴的爱〉赫然显示在设备的屏幕上。
最终，Gaga于2020年2月25日通过社交媒体公布了歌曲。后来，Gaga提到了决定即便遭泄露也把歌曲作为主打单曲发布的理由：
|  | 我和经纪人鲍比曾聊过，‘我们能不能改下单曲？’但我们已经花了好几个月开发了这首歌的音乐录影带和舞蹈，所以我说，“不要！知道为什么吗？因为这首歌混音、做母带和完成音效的时候，我不得不说，所有东西一旦合并到一起，就会是我所创作的艺术作品。这不是泄露。” |

Gaga公布单曲时，附上了一张图片，显示洛杉矶的一块“曲名被泼到了亮粉色嘴唇上方”的广告牌，广告牌中央文字的右边出现了歌曲音乐录影带的剧照，以及被文字遮盖的录影带中的人物形象。“Chromatica”一词在广告牌中出现了两次，一次与录影带剧照垂直相邻展示，另一次是出现在左下角版权消息的最后一行。该词的突出显示使得新闻媒体推测这就是Gaga第六张录音室的名称。
《Paper》的杰娜·莎玛（Jeena Sharma）认为〈痴痴的爱〉的宣传照是“流行乐遇上了朋克”。宣传照中，Gaga身着粉红单色衣服，配上自家的Haus Laboratories美妆品牌的化妆品。作品及其音乐录影带公布前，Gaga发推文指“地球已被撤销”。歌曲被苹果公司的“利用iPhone 11 Pro拍照”活动的广告采用。苹果确认音乐录影带完全采用iPhone 11 Pro的Flimic Pro应用程序摄制。歌曲位列Apple Music是日热曲（Today's Top Hits）榜单、Spotify每日新歌榜（New Music Daily）和每日热歌榜（Today's Hits）首位。发行前，作品和Lady Gaga话题登上Twitter全球热门话题榜。

## 专业评价
歌曲被曝光后，《W杂志》的凯尔·蒙泽里德（Kyle Munzenrieder）指出：“这是一首经典的Gaga作品，副歌非常有力量，有大房间风格的支撑。她的歌迷开始剖析它对即将发行的专辑所带来的启示。”《时尚芭莎》认为，〈痴痴的爱〉是一首积极的作品，歌声很不错，有舞曲和电子乐的影响，有望成为Gaga的另一首电台热曲。《名利场》形容歌曲是迪斯科舞曲，风格回归到了Gaga的《天生完美》专辑时期。
歌曲正式发行后，《Nylon》的迈克尔·酷比（Michael Cuby）认为歌曲是“〈壞胚子〉和〈榮耀極限〉的混合体，节奏一听就令人回想起〈为所欲为〉那欢快的電子流行”，“你很容易就联想到这首歌从您当地同志酒吧的昂贵音响系统中迸发出，或是在夏日行驶于高速公路下坡中的汽车音响中传出”。《Pitchfork》的杰米森·考克斯（Jamieson Cox）将作品与〈为所欲为〉进行比较，认为这是首“动感、闪亮的迪斯科舞曲”，听起来像是《为所欲为》的快版。考克斯认为〈痴痴的爱〉是2000年代Gaga的回归，虽然“没有实现同等的宏伟”，但还是欢迎Gaga回归，“天真、顽强的精神使她仍有醒目的新鲜感”。《滚石》的克莱尔·谢弗（Claire Shaffer）和阿迪亚·黎牙实比（Althea Legaspi）认为歌曲是“果酱舞曲”，《前音後果》的本·凯耶（Ben Kaye）则认为这是一首电子迪斯科燃曲。
《大西洋》的斯宾塞·科纳哈伯（Spencer Kornhaber）认为该单曲是一次“荣耀回归”，“这不仅是歌手的回归，还是她风格的回归。”科纳哈伯补充道，即便马克斯·马丁的作品“经过特别调校，听上去非常上瘾，而Gaga的歌声很强调、很有个性，有人为的感觉”，从而总结出歌曲“轻快、甜蜜、循规蹈矩”。科纳哈伯也称赞BloodPop和Tchami的编曲以及歌曲的混音，指出最后一段副歌前的几微秒“包装得让人每一次听都有新鲜感，自从1月份歌曲泄漏以来一直在狂热地聆听这首歌的超级粉丝可以证明。”《公告牌》的斯蒂芬·道（Stephen Daw）认为歌曲“带来了令人刺痛的流行乐”，强调“Gaga的歌声有无限欢乐”。然而，《偏锋杂志》的亚历克斯·坎普（Alexa Camp）对歌曲更加挑剔，形容歌曲是“引人入胜但缺乏创造力的电子流行乐”，低音声部和〈为所欲为〉相仿。《卫报》的迈克尔·克拉格（Michael Cragg）认为歌曲“好玩又好笑”。

## 榜单表现
在美国，〈痴痴的爱〉空降《告示牌》百强单曲榜第5位，是Gaga第16首十强歌曲，第12首五佳热曲，是自2011年空降第三名的〈榮耀極限〉以来空降成绩最高的作品。这也是2013年11月空降第8的〈麻醉自己〉以来，Gaga的首支空降十强单曲，也是自2019年3月登顶的〈浅滩〉以来首支十强单曲。此外，凭借该歌曲，Gaga成为第五位于2000、2010和2020年代问鼎百强榜十强的艺人。歌曲也空降《公告牌》数字歌曲榜冠军，有53000份数字版售出，成为Gaga在该榜的第七首冠军歌曲。该曲也登陆热门单曲/电子歌曲榜，是她在该榜的第五首冠军单曲、第28首登上该榜的歌曲，因此她是该榜作曲最多的独唱女歌手。该曲随后获得该榜冠军。
歌曲也获得英国单曲排行榜第5位，是Gaga第13支在该国跻身前十的作品。

## 音乐录影带

### 背景和梗概

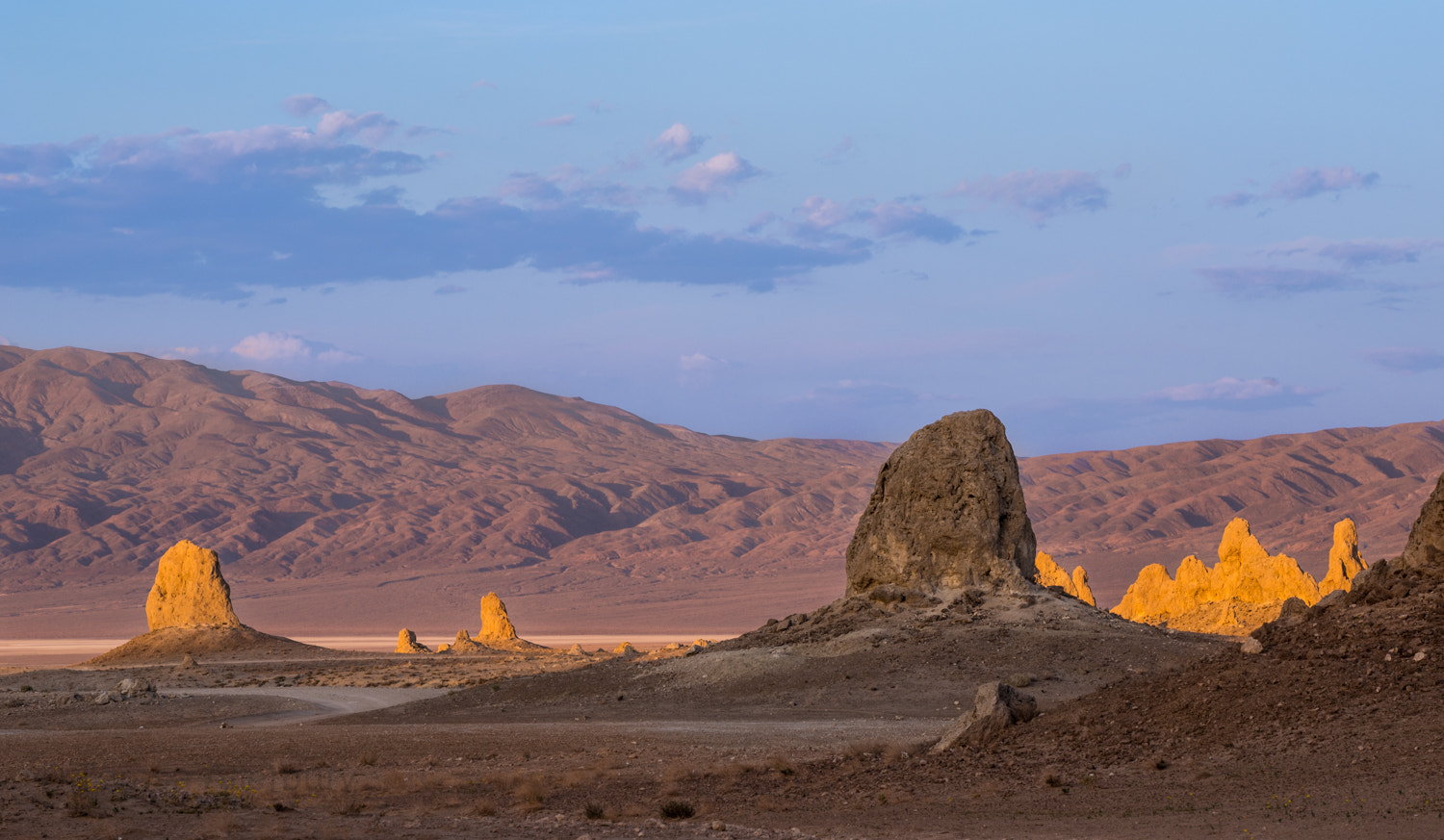
影片取景地王座小顶峰。

歌曲的音乐录影带由丹尼尔·阿斯基尔执导，理查德·杰克逊编舞。该视频于2月28日在网络和美国的MTV频道首播，先导版预告于前一天公布。影片在加利福尼亚州的王座小顶峰取景，片中Gaga对抗“交战中的各个派系，建立更富有同情心的世界秩序””。影片全程使用三摄像头的苹果iPhone 11 Pro拍摄。
影片开场的文字交代了背景：“世界在冲突中腐烂。许多部落为了占据地盘陷入战争。当精神派为和平祈祷和休眠时，善良派朋克跳出来，为争夺神彩而打仗。”随后镜头转到被水晶山脉点缀的沙漠场景。Gaga和她的手下冲到战争的场景中，她身穿性感的粉红色外衣，与不同派别战士一起热舞，每一组人都有各自的颜色和标志。Gaga表示，穿粉色的是“善良朋克”，穿蓝色的是“自由斗士”，黑色的是“垃圾场清道夫”，红色是“政府官员”，绿色是“环保斗士”，黄色是“网络儿童”。各大派系一旦再度挑起战争，Gaga忍无可忍，将两名战士悬浮在空中，重重把他们击倒在地，从而赢得战争。Gaga带着跳舞的战士去参加盛大的庆祝派对，视频结束。最终，由Gaga率领的粉红派系恢复了沙漠地区。
在接受《时尚芭莎》采访时，Gaga的化妆师莎拉·塔诺（Sarah Tanno）指出，与盔甲表达了Gaga希望视频变得强有力的愿望。她指出，Gaga希望散播“仁慈朋克”的美誉，为善良而奋斗，以爱为纲领。塔诺从Gaga生涯中之前的时期获取灵感，打造了Gaga在片中的妆容：“在《天生完美》时期，她曾弄过假下巴——所以我想，我能给她打造什么新玩意吗？这件盔甲自然会以深浅不同的金属粉红色出现，”为了让盔甲伴随着Gaga舞动，塔诺用类似于骨骼修复物的材料制作了面部盔甲，而不是没有使用金属。有别于面部的盔甲，Gaga的服装采用了由劳雷尔·德威特（Laurel DeWitt）用真金属制作的作品，劳雷尔表示：“情緒板疯狂混大了未来主义的盔甲、外星人乃至昆虫世界一样的环境。所有东西都是粉色的，所以我和她的风格团队合作，用我的想法去诠释。想想粉色的金属！我只能说太完美了。”Gaga在片中的四套服装均由德威特设计，其中粉色假发被认为是对Gaga之前风格的背离。德威特补充道，Gaga喜欢这种风格 ，但她认为穿起来会有点痛苦，表示“但你知道Gaga为了时尚可以豁出去。”

### 评价
《时尚》英国版认为Gaga在片中的打扮是受“千年虫问题启发的沙漠战士”，认为Gaga回归了生牛肉装时期的审美。《时尚先生》的戴夫·福尔摩斯（Dave Holems）形容Gaga的舞蹈“回到了轻视‘舞蹈’重视姿势”的样子。而一些经典元素也回归了，“前额头的手腕”、“被手遮住的眼”和“X形的前臂”奏响了归来的凯歌。《Vulture》的克雷格·珍金斯（Craig Jenkins）认为视频是“有目的性的视觉绝杀”，紧凑的舞蹈类似于格莱姆斯歌曲《创世纪》的录影带、电子游戏《魔兵驚天錄》和《星艦奇航記》。《Paper杂志》的布兰登·韦特莫尔（Brandon Wetmore）认为视频是《疯狂的麦克斯》风格的“骄傲游行”，配以《罗曼死》时期的编舞、《流行艺术》时期的坎普风，而鲜艳的色彩也和《一个巨星的诞生》时期柔和和阴沉的色调形成强烈对比。然而《偏锋杂志》的亚历克斯·坎普（Alexa Camp）批评了歌曲和录影带，认为录影带老套，缺乏“像2011年歌曲《天生完美》录影带一样（相对）复杂的神话感或剧情。”

## 曲目列表
- 数字下载和流媒体版[55]

1. "Stupid Love"

- 数字下载和流媒体版（Vitaclub Warehouse Mix）[56]

1. "Stupid Love" (Vitaclub Warehouse Mix; featuring Vitaclub)

## 制作人员名单
名单摘自Tidal。
- Lady Gaga – 演唱、词曲
- BloodPop – 制作、词曲、贝斯、鼓、吉他、键盘、打击乐
- Tchami（英语：Tchami） – 制作、词曲、混音、贝斯、鼓、吉他、键盘、打击乐
- 马克斯·马丁 – 联合制作、词曲、人声制作
- 伊利·莱斯（Ely Rise）– 词曲
- 本杰明·莱斯（Benjamin Rice）– 人声制作、混音、录音工程
- 汤姆·诺里斯（英语：Tom Norris (record producer)） – 混音
- 约翰·“JR”·罗宾逊（John "JR" Robinson）– 鼓

## 榜单
| 榜单（2020年）                               | 最高 排位 |
| -------------------------------------------- | --------- |
| 阿根廷（Argentina Hot 100）                  | 31        |
| 澳大利亚（澳大利亚唱片业协会單曲榜）         | 7         |
| 奥地利（Ö3四十强单曲榜）                     | 17        |
| 比利时佛兰德（Ultratop五十强单曲榜）         | 20        |
| 比利时瓦隆（Ultratop五十强单曲榜）           | 12        |
| 玻利维亚（拉美監控）                         | 16        |
| 保加利亚（PROPHON）                          | 9         |
| 加拿大（Canadian Hot 100）                   | 7         |
| 加拿大（《告示牌》Canada AC）                | 16        |
| 加拿大（《告示牌》Canada CHR）               | 9         |
| 加拿大（《告示牌》Canada Hot AC）            | 5         |
| 哥斯达黎加（拉美監控）                       | 11        |
| 克罗地亚（克罗地亚广播电视台）               | 2         |
| 捷克（電台百強單曲榜）                       | 7         |
| 捷克（百強數位單曲榜）                       | 7         |
| 厄瓜多尔（國家報告）                         | 15        |
| 萨尔瓦多（拉美監控）                         | 1         |
| 爱沙尼亚（Eesti Tipp-40）                    | 11        |
| 歐洲（《告示牌》Euro Digital Song Sales）    | 1         |
| 芬兰（芬蘭官方單曲榜）                       | 14        |
| 法国（法國唱片出版業公會單曲榜）             | 36        |
| 德国（德國官方單曲榜）                       | 21        |
| 德国（聯邦音樂產業協會电台榜）               | 1         |
| 希腊（国际唱片业协会希腊分会国际榜）         | 10        |
| 匈牙利（四十强电台榜）                       | 2         |
| 匈牙利（四十強單曲榜）                       | 1         |
| 匈牙利（四十強串流榜）                       | 7         |
| 愛爾蘭（愛爾蘭唱片音樂協會单曲榜）           | 6         |
| 以色列（媒体森林电台榜）                     | 8         |
| 意大利（意大利音乐产业联盟单曲榜）           | 15        |
| 日本（Japan Hot 100）                        | 48        |
| 黎巴嫩（黎巴嫩官方二十强榜）                 | 6         |
| 立陶宛（AGATA单曲榜）                        | 9         |
| 墨西哥（《告示牌》Mexican Airplay）          | 8         |
| 荷兰（Dutch Top 40 Tipparade）               | 2         |
| 荷兰（百强单曲榜）                           | 56        |
| 新西兰（新西兰唱片音乐协会单曲榜）           | 23        |
| 挪威（世道單曲榜）                           | 22        |
| 巴拿马（拉美監控）                           | 17        |
| 巴拉圭（拉美監控）                           | 8         |
| 波蘭（波蘭百大電台榜）                       | 51        |
| 葡萄牙（葡萄牙唱片業協會单曲榜）             | 23        |
| 罗马尼亚（百强电台榜）                       | 95        |
| 蘇格蘭（官方榜单公司單曲榜）                 | 1         |
| 新加坡（新加坡唱片業協會）                   | 20        |
| 斯洛伐克（電台百強單曲榜）                   | 11        |
| 斯洛伐克（百強數位單曲榜）                   | 13        |
| 西班牙（西班牙音樂製作協會）                 | 50        |
| 瑞典（瑞典最熱榜）                           | 24        |
| 瑞士（瑞士热门音乐榜）                       | 6         |
| 英國（官方榜单公司單曲榜）                   | 5         |
| 美国（《告示牌》百大單曲榜）                 | 5         |
| 美國（《告示牌》成人當代單曲榜）             | 18        |
| 美國（《告示牌》Adult Pop Airplay）          | 8         |
| 美國（《告示牌》Dance Club Songs）           | 14        |
| 美國（《告示牌》Hot Dance/Electronic Songs） | 1         |
| 美國（《告示牌》Dance/Mix Show Airplay）     | 8         |
| 美國（《告示牌》Pop Airplay）                | 11        |
| 美国（《滚石》百强单曲榜）                   | 4         |
| 委内瑞拉（唱片报告）                         | 39        |

| 榜单（2021年）                               | 最高 排位 |
| -------------------------------------------- | --------- |
| 美國（《告示牌》Hot Dance/Electronic Songs） | 27        |

| 榜单（2020年）                       | 最高 排位 |
| ------------------------------------ | --------- |
| 巴西（Pro-Música Brasil）            | 33        |
| 巴拉圭（巴拉圭唱片公司管理协会）     | 35        |
| 斯洛文尼亚（斯洛文尼亚五十大单曲榜） | 6         |

| 榜单（2020年）                               | 排位 |
| -------------------------------------------- | ---- |
| 阿根廷（拉美监控阿根廷电台榜）               | 18   |
| 比利时（Ultratop瓦隆）                       | 75   |
| 玻利维亚（拉美监控玻利维亚电台榜）           | 91   |
| 加拿大（Canadian Hot 100）                   | 59   |
| 智利（拉美监控智利电台榜）                   | 67   |
| 克罗地亚（克罗地亚广播电视台）               | 21   |
| 萨尔瓦多（拉美監控）                         | 32   |
| 洪都拉斯（拉美監控）                         | 72   |
| 匈牙利（四十强电台榜）                       | 20   |
| 匈牙利（四十强单曲榜）                       | 43   |
| 巴拉圭（拉美監控）                           | 53   |
| 斯洛文尼亚（斯洛文尼亚五十强榜单）           | 39   |
| 英国（官方榜单公司单曲榜）                   | 98   |
| 美国（《公告牌》Adult Contemporary）         | 49   |
| 美国（《公告牌》Adult Top 40）               | 34   |
| 美国（《公告牌》Hot Dance/Electronic Songs） | 6    |

| 榜单（2021年）         | 排位 |
| ---------------------- | ---- |
| 匈牙利（四十强电台榜） | 52   |

## 销量认证
| 地區                           | 认证    | 认证单位/销量 |
| ------------------------------ | ------- | ------------- |
| 澳大利亚（澳大利亚唱片业协会） | 2× 白金 | 140,000‡      |
| 巴西（巴西唱片業協會）         | 钻石    | 160,000‡      |
| 加拿大（加拿大音乐协会）       | 2× 白金 | 160,000‡      |
| 法国（法國唱片出版業公會）     | 白金    | 200,000‡      |
| 意大利（意大利音乐产业联盟）   | 金      | 35,000‡       |
| 挪威（國際唱片業協會挪威分会） | 金      | 30,000‡       |
| 波兰（波蘭音像製造商協會）     | 白金    | 50,000‡       |
| 葡萄牙（葡萄牙唱片業協會）     | 金      | 5,000‡        |
| 西班牙（西班牙音樂製作協會）   | 金      | 30,000‡       |
| 英国（英国唱片业协会）         | 白金    | 600,000‡      |
| 美国（美國唱片業協會）         | 白金    | 1,000,000‡    |
| ‡僅含認證的+實際銷量           |         |               |

## 发行历史
| 地区     | 日期          | 格式                                       | 版本                   | 厂牌   | 参考           |
| -------- | ------------- | ------------------------------------------ | ---------------------- | ------ | -------------- |
| 多地     | 2020年2月28日 | 數位音樂下載 流媒体 黑胶 卡式录音带 CD单曲 | 原版                   | 新视镜 | [ 11 ] [ 150 ] |
| 意大利   | 2020年2月28日 | 當代流行電台                               | 原版                   | 环球   | [ 151 ]        |
| 英国     | 2020年2月29日 | 當代流行電台                               | 原版                   | 环球   | [ 152 ]        |
| 澳大利亚 | 2020年3月2日  | 當代流行電台                               | 原版                   | 环球   | [ 153 ]        |
| 美国     | 2020年3月2日  | 成人当代音乐                               | 原版                   | 新视镜 | [ 154 ]        |
| 美国     | 2020年3月3日  | 当代流行电台                               | 原版                   | 新视镜 | [ 155 ]        |
| 英国     | 2020年3月7日  | 成人当代音乐                               | 原版                   | 环球   | [ 156 ]        |
| 多地     | 2020年5月15日 | 数字音乐下载 流媒体                        | Vitaclub Warehouse Mix | 新视镜 | [ 56 ]         |